# Vakcinace psů v Česku
Vakcinace psů v Česku nebo také očkování, je podávání vakcíny psům, která je chrání před infekčními chorobami. V České republice rozdělujeme vakcinaci na povinnou a dobrovolnou. 

## Povinné očkování psů
V České republice je povinné očkování psů pouze proti vzteklině.

Výňatek z platného znění zákona o veterinární péči č. 166/1999 Sb.  (§ 4, Oddíl 1 Povinnosti chovatelů, Hlava II Zdraví zvířat a jeho ochrana)
Chovatel je povinen zajistit, aby byli psi, jakož i lišky a jezevci držení v zajetí, ve stáří od 3 do 6 měsíců platně očkováni proti vzteklině a poté během doby účinnosti předchozí použité očkovací látky přeočkováni, uchovávat doklad o očkování po dobu platnosti očkování a na požádání jej předložit úřednímu veterinárnímu lékaři.

### Vzteklina (Rabies - R)
Vzteklina (Rabies, lyssa) je závažné virové neuroinvazivní onemocnění teplokrevných živočichů (včetně člověka) způsobující akutní encefalitidu. Jedná se o poměrně křehký virus, který řadíme do čeledi Rhabdoviridae a rodu Lyssavirů. Virus vztekliny je virion kulovitého tvaru o délce asi 180 nm a průměrem průřezu asi 75 nm. Obsahuje jednovláknové spirálovitě uspořádané nukleokapsidové jádro RNA, které je chráněno lipoproteinovým obalem. Virus vztekliny se nachází ve slinách infikovaného zvířete, proto se nejčastěji přenáší kousnutím, olizováním poškozené pokožky apod.. Inkubační doba je obvykle 2 - 12 týdnů, ale může trvat i několik let. Délka inkubační doby závisí na závažnosti poranění a jeho lokalizaci (čím blíže je k CNS, tím je rychlejší inkubace onemocnění). Jakmile dojde k napadení CNS začínají se projevovat první příznaky.
U vztekliny rozlišujeme dle příznaků formu zuřivou nebo tichou. Zuřivá forma je častější a dělíme ji na 3 stádia. Počáteční stádium (prodromální) je počáteční stav onemocnění a trvá 2 - 3 dny. Dochází ke změnám chování - apatie, deprese, paréza hltanu (zvíře nemůže polykat, samovolně odtékají z tlamy sliny). Následuje stádium excitační (iritační), které trvá 3 - 4 dny. Zvíře začíná být agresivní, nepoznává a napadá ostatní zvířata, člověka či předměty, požírá nepoživatelné předměty, objevuje se silné svědění v místě poranění, paralýza hlasivek a nestejnoměrně rozšířené zornice, dalšími typickými projevy jsou obrna lícního nervu a porucha reflexů hlavových nervů. Následuje stádium paralytické (depresivní), které trvá 3 - 5 dní. V této fázi dochází k výkyvům tělesné teploty (nejprve kolem 40,5 °C, následuje podchlazení), začíná docházet k ochrnutí končetin, močového měchýře, konečníku a poté k úhynu zvířete. U tiché formy chybí excitační stádium nebo je zcela nevýrazné. Počáteční příznaky přecházejí přímo do stádia paralytického bez přítomnosti agresivity. Prevencí je vakcinace, žádná účinná léčba neexistuje.
V roce 2002 byl v ČR zaznamenán poslední případ klasické vztekliny a od roku 2004 je Česká republika prohlášena OIE za území vztekliny prosté.
S vakcinací začínáme u štěňat od 3. měsíce do 6. měsíce, poté 1x ročně (př. Rabisin) či 1x za 3 roky (př. Nobivac Rabies) v závislosti na zvolené vakcíně.
Vzteklinu je možné samostatně (R) nebo společně s pětikombinací infekčních nemocí DHPPi2 - LR (př. Eurican).

## Doporučené očkování psů
Nejčastěji se setkáváme s očkováním tzv. pětikombinace infekčních nemocí, tzn. DHPPiL (př. Eurican, Biocan).

### Psinka (Distemper - D)
Psinka (Canine distemper virus, CDV) je vysoce nakažlivý a smrtelný virus, který je rozšířen celosvětově. Jedná se o jednovláknový RNA virus z čeledi Paramyxoviridae a rodu Morbillivirů, který je blízce příbuzný s virem moru skotu nebo virem způsobujícím spalničky u lidí.
Virus postihuje široké spektrum živočichů jako jsou šelmy (Carnivora): psovité (Canidae), kočkovité (Felidae), lasicovité (Mustelidae), medvídkovité (Procyonidae), medvědovité (Ursidae) a cibetkovité (Viverridae). Bylo zjištěno, že virus psinky nově postihuje také hlodavce a primáty. Vyskytuje se tedy u zvířat domestikovaných i divokých a často zabíjí ohrožené druhy. 
Navzdory rozsáhlému očkování a velmi dobré účinnosti vakcín, které se provádí v mnoha zemích světa, psinka zůstává hlavním onemocněním psů. Důvodem jsou pravděpodobně nové molekulární linie viru psinky. 
Virus psinky se přenáší přímo kontaktem mezi jednotlivými zvířaty nebo nepřímo kapénkovou infekcí. Psi jsou nejnáchylnější ve věku od 3 do 7 měsíců. Inkubační doba se pohybuje přibližně mezi 3 - 7 dny. U psinky rozlišujeme 4 formy projevu: kožní (malé vřídky v mezinoží, vyrážka), plicní (kašel, hnisavý výtok z nosu a očí, horečka apod.), střevní (průjem s krví, nechutenství, zvracení apod.) a nervovou (tik, škubání končetinami, náklon hlavy, epileptické záchvaty apod.) Mortalita u psů dosahuje 50 - 80 %.
S vakcinací začínáme u štěňat od 6. - 7. týdne, následuje revakcinace za 2 - 4 týdny a poté 1x ročně.

### Infekční hepatitida psů (Hepatitis - H, adenovirus - A)
Infekční hepatitida psů (Infectious canine hepatitis, ICH) je celosvětově rozšířené nakažlivé onemocnění postihující šelmy (Carnivora) - jedná se zejména o psy, lišky, kojoty, vlky, medvědy, ryse a některé ploutvonožce. U ostatních šelem se infekční hepatitida může také vyskytovat, ale nemusí se u nich rozvinout klinické příznaky. 
Nákaza je způsobena neobaleným virem DNA, psím adenovirem 1 (CAV - 1). Jedná se velmi odolný vir - je odolný proti lipidovým rozpouštědlům, kyselinám a formalinu. Mimo tělo hostitele je schopný přežít několik týdnů i měsíců. Vir je vylučován močí dalších 6 - 9 měsíců po vyléčení.
Infekční hepatitida se v oblastech, kde se psi proti tomuto onemocnění očkují, téměř nevyskytuje, avšak je nutné ve vakcinaci pokračovat i nadále, vzhledem k periodickému výskytu onemocnění u divokých zvířat.
Virus vstupuje do organismu přes mandle, nešíří se vzduchem, ale kontaktem s infikovaným předmětem, zvířetem nebo kontaktem s infikovanými výkaly / močí. Inkubační doba u psů je 4 - 9 dní. Mezi klinické příznaky patří vysoká horečka, nechutenství, únava, zvracení, průjem, bolestivé břicho. Ve stolici i ve zvratcích se může vyskytovat krev. Obvykle se vyskytuje u nemocných zvířat akutní zánět mandlí, zánět spojivek, modrý základ rohovky tzv. modré oko, kašel a zvětšené uzliny. Může se objevit žloutenka, ale nebývá obvyklým příznakem. Virus napadá nejen játra, ale také ledviny (může se objevit krev v moči, žíznivost). Léčba je symptomatická a podpůrná. Účinná ochrana proti této závažné nemoci je očkování. 
S vakcinací začínáme u štěňat od 6. - 7. týdne, následuje revakcinace za 2 - 4 týdny a poté 1x ročně.

### Psí parvoviróza (Parvovirus - P)
Psí parvoviróza (Canine parvovirus, CPV - 2) je virové onemocnění, které bylo zavlečeno do Evropy z USA. Jedná se o malý a velmi odolný DNA virus z čeledi Parvoviridae. V současné době rozeznáváme 3 antigenní varianty - CPV - 2a, CPV - 2b a CPV - 2c. K infekci CPV - 2b jsou náchylní mývalové, skunci, a divoké psovité šelmy (lišky, vlci a kojoti). 
Parvoviróza ohrožuje nejčastěji štěňata ve věku 2 - 6 měsíců. Virus vstupuje do organismu přes mandle a jeho inkubační doba je cca 3 - 7 dní. U infikovaných jedinců se objevuje horečka, akutní enteritida, zvracení, žíznivost, protože zvíře značně dehydrované. Bez rychlé léčby dochází ke smrti. Léčba je symptomatická a podpůrná. Parvovirus je ve velkém množství obsažen ve výkalech, moči zvratcích i slinách. Prevencí je očkování, dobrý zdravotní stav psa a udržování čistoty, tj. pravidelná dezinfekce prostředí.
Virus je rezistentní proti různým desinfekčním prostředkům, nejúčinnějšími přípravky jsou louh (NaOH, ředěný 1:30 vodou), peroxid vodíku, hydrogenperoxosíran draselný, chlornan sodný (Savo) a kyselina peroctová. 
S vakcinací začínáme u štěňat od 6. - 7. týdne, následuje revakcinace za 2 - 4 týdny a poté 1x ročně.

### Parainfluenza (Parainfluenza - Pi)
Parainfluenza (Canine parainfluenza virus, CPIV) je vysoce nakažlivé respirační onemocnění psů, známé také jako psí kašel.  Jedná se o obalený RNA virus z čeledi Paramyxoviridae, který je citlivý na teplotu a vlhkost prostředí. Virus se snadno a rychle šíří vzduchem nebo přímým i nepřímým kontaktem s infikovaným sekretem, a to zejména v kotcích, útulcích či na různých akcích, kde je ustájeno či se schází velké množství psů.
Inkubační doba se pohybuje obvykle mezi 3 - 10 dny. Mezi klinické příznaky řadíme zvýšenou teplotu, suchý či vlhký kašel, nechutenství, únavu a výtok z nosu (infikovaný jedinec však může být i bez příznaků). Zvíře vylučuje virus dýcháním 6 - 8 dní někdy až 2 týdny po vyléčení.
Prevencí je vakcinace, která chrání jedince před závažným průběhem tohoto onemocnění a snížení vylučování virů v případě nákazy.
S vakcinací začínáme u štěňat od 9. týdne, následuje revakcinace za 2 - 4 týdny a poté 1x ročně.

### Leptospiróza (Leptosirosis - L)
Leptospiróza (Leptospira canine, lepto, L2, L4) je infekční onemocnění psů i jiných savců způsobené bakteriemi rodu Leptospira. Protože je leptospiróza jednou z nejčastějších zoonóz, může se přenést na člověka.
Psi se mohou nakazit pozřením kontaminované potravy, (hlodavci) či vody z přírodních zdrojů, především stojatých vod, olizováním moči nakažených živočichů aj. Inkubační doba je 7–14 dní. Mezi klinické příznaky patří ataxie, letargie, bolest břicha, zvracení, polyurie nebo anurie. Může dojít k rozvoji lehké infekce nebo také k fatálnímu multiorgánovému selhání a ke smrti nemocného. Leptospiróza způsobuje akutní selhání ledvin někdy doprovázené akutním selháním jater. Akutní ledvinové selhání může přejít do chronické formy nebo se hodnoty ledvin vrátí zpět k výchozím. Během onemocnění dochází k poškození ledvinových tubulů, které se může projevit jako cylindrurie, proteinurie nebo glykosurie. Onemocnění se léčí antibiotiky (doxycyklin) souběžně probíhá podpůrná a tekutinová terapie. Léčba trvá 12 týdnů.
Prevencí jsou polyvalentní vakcíny. Specifické sérotypy se v různých geografických oblastech liší, proto by měly být použity vakcíny vhodné v dané oblasti.
S vakcinací začínáme u štěňat od 8.–9. týdne, následuje revakcinace za 2–4 týdny a poté 1× ročně.

## Ostatní očkování psů

### Tetanus (Tetanus - T)
Tetanus (strnutí šíje) je závažné bakteriální onemocnění teplokrevných živočichů včetně člověka způsobené neurotoxinem bakterie Clostridium Tetani. Tetanospazmin je neurotoxin, který brání uvolňování svalového stahu, jehož výsledkem je ztuhlost příčně pruhovaných svalů. Onemocnění je celosvětově rozšířeno - v půdě, trusu hospodářských zvířat apod. 
Psi jsou vůči tetanu poměrně odolní (dlouhá inkubační doba, i několik týdnů), nejkritičtější období je u štěňat v období přezubování (4 - 7 měsíců). U psů se s tetanem setkáváme spíše sporadicky. První příznaky se většinou vyskytují průměrně 10 - 14 dní od průniku bakterie do organizmu. Mezi typické příznaky patří vztyčené uši, ztuhlý ocas, šikmé oči, částečně otevřená tlama se staženými pysky, dále svalová ztuhlost, křeče nebo ztuhlost v místě poranění či na opačné straně. Zvíře má problémy s polykáním, proto dochází často ke slinění. K úhynu dochází důsledkem obrny dýchacích svalů. Tetanus se dá diagnostikovat pouze na základě klinických příznaků, neexistují krevní testy, které by prokázaly tetanus. Čím dříve se zvíře začne léčit, tím je větší šance úspěšné léčby. Léčba začíná včasným podáním protitetanového séra, poté se podávají antibiotika a léky na zklidnění / tlumení křečí, odstraní se ložisko infekce. Pacient by měl být umístěn na klidném a tmavém místě, aby nedocházelo zbytečně ke dráždění nervového systému. Strava se většinou podává nitrožilně nebo žaludeční sondou - neschopnost polykat. Nemocnému hrozí proleženiny, proto provádíme změny poloh. Dalším rizikem je vznik zápalu plic. Bohužel často zvíře boj s onemocněním nepřežije. 
Prevencí je očkování psů hlavně v rizikových oblastech (farmy s chovem koní, skotu...) či u psů loveckých a služebních. 
Očkovat můžeme štěňata od 3 měsíců, je nutná revakcinace za 3 - 4 týdny a poté každé 2 roky. Na trhu existuje pouze jedna vakcína od české firmy Bioveta s označením - Biocan T.

### Psincový kašel
Psincový kašel (Canine infectious laryngotracheitis, ILT, infekční laryngotracheitida, kotcový kašel) je akutní vysoce nakažlivé respirační onemocnění, které se vyskytuje ve zvýšené míře na podzim. Jedná se o zánět průdučnice a hrtanu, jež je vyvolán více druhy bakterií a virů. 
Přenáší se kapénkovou infekcí tj. i bez nutnosti přímého kontaktu s infikovaným psem - stačí vzdálenost 2 metrů, aby mohlo dojít k nakažení. K přenosu infekce dochází zejména na místech s větší koncentrací psů - výstavy, psí školky, cvičiště, útulky, čekárny apod. Inkubační doba je cca 2 - 5 dnů. Mezi hlavní příznaky patří dráždivý kašel doprovázený produkcí hlenu, může být zvýšená teplota, apatie, nechutenství. Někdy se onemocnění projeví jen mírným kašlem. K léčbě se používají sirupy na rozpuštění hlenu, dále léky k tlumení dráždivého kašle. Někdy jsou zapotřebí antibiotika. Léčba trvá 7 - 14 dní dle závažnosti a průběhu onemocnění, doporučují se vitaminy na posílení imunity.

Prevencí je vakcinace, ta však nemusí být 100 % účinná, ale chrání psa před těžkým průběhem onemocnění. Částečné očkování proti psincovému kašli je součástí běžné pětikombinace.
Vakcína proti psímu adenoviru je součástí klasické DHPPi vakcíny proti infekčním onemocněním – skrývá se pod písmenem “H“, které značí „hepatitis“. Je to proto, že existují dva blízce příbuzné adenoviry: CAV1, který vyvolává hepatitidu (zánět jater) a CAV2, který vyvolává infekční laryngotracheitidu (zánět hrtanu a průdušnice – součást komplexu psincového kašle). Imunita, která se po vakcinaci vytvoří, je zkřížená - to znamená, že pes je chráněný vůči oběma onemocněním. 
Nově existuje nadstandardní očkování proti psincovému kašli (Biocan Respi) - vakcína se vstříkne do nosní dírky, kde vytváří slizniční imunitu (1x ročně). 
Dále se psi mohou očkovat proti infekčním kožním plísním, lymské borelióze, babesióze, herpesviróze a dalším onemocněním.
Je vhodné nechat psa naočkovat dle doporučení veterináře vzhledem k okolnostem (lokální výskyt onemocnění, zdravotní stav a stáří psa) či na žádost majitele.